# Girardinus uninotatus
 Girardinus uninotatus  és un peix de la família dels pecílids i de l'ordre dels ciprinodontiformes.

## Morfologia
Els mascles poden assolir els 4,7 cm de longitud total i les femelles els 8,4.

## Distribució geogràfica
Es troba a Cuba.